# José Lezama Lima
José Lezama Lima (19. prosince 1910 – 9. srpna 1976) byl kubánský spisovatel.
Pocházel z rodiny armádního důstojníka, studoval právo a na přelomu 30. a 40. let se podílel na vydávání literárních časopisů Verbum, Espuela de plata a Nadie paracía. V roce 1944 založil časopis Orígenes. Svou první sbírku básní vydal v roce 1937 pod názvem Muerte de Narciso. Mezi jeho další sbírky patří Enemigo rumor (1941), Aventuras sigilosas (1945), La fijeza (1949) a Dador (1960). V roce 1966 vydal román Paradiso, napsaný složitým jazykem a vyprávějící o dospívání na Kubě. Pokračování knihy v podobě nedokončeného románu Oppiano Licario vyšlo posmrtně v roce 1977. Rovněž vyšlo několik sbírek jeho esejů.
V češtině vyšel v roce 1982 výbor z jeho poezie pod názvem Noc na ostrově v překladu Vladimíra Medka a s doslovem Josefa Forbelského v nakladatelství Odeon.